# Tini : La Nouvelle Vie de Violetta
Pour plus de détails, voir Fiche technique et Distribution.
Tini : La Nouvelle Vie de Violetta (titre original : Tini: El Gran Cambio De Violetta) est un film italo-hispano-argentin réalisé par Juan Pablo Buscarini, sorti en 2016. Il s'agit de l'adaptation au cinéma inspiré de la série télévisée Violetta.

## Synopsis
Violetta est une star aimée de tous mais après une trahison inattendue, elle n'a plus goût à rien. Son père lui donne une invitation d'Isabella qui dirige une maison pour les jeunes artistes en Italie. Lors de ce voyage, elle fait de nouvelles rencontres et retrouve son inspiration. Elle se retrouve et sait qui elle est réellement : Tini.

## Fiche technique
- Titre original : Tini: El Gran Cambio de Violetta
- Titre français : Tini : La Nouvelle Vie de Violetta
- Réalisation : Juan Pablo Buscarini
- Scénario : Ramón Salazar
- Pays d’origine :  Argentine,  Italie
- Langue originale : Espagnol
- Format : couleur - 35 mm - 2.35:1 - son Dolby numérique ?
- Genre : Comédie musicale
- Durée : 98 minutes
- Dates de sortie : 
  -  Argentine : 19 juin 2016
  -  Italie : 12 mai 2016
  -  France : 4 mai 2016

 Sauf indication contraire, les informations mentionnées dans cette section peuvent être confirmées par la base de données cinématographiques IMDb,  présente dans la section « Liens externes ».

## Distribution
- Martina Stoessel (VFB : Audrey D'Hulstère) : Violetta Castillo / Tini
- Diego Ramos (VFB : Nicolas Matthys) : Germán Castillo
- Jorge Blanco (VFB : Thibaut Delmotte) : León Vargas
- Mercedes Lambre (VFB : Esther Aflalo) : Ludmila Ferro
- Clara Alonso (VFB : Claire Tefnin): Angie Castillo
- Sofia Carson (VFB : Mélanie Dermont) : Mélanie Sánchez
- Ángela Molina (VFB : Fabienne Loriaux) : Isabella Juarez
- Adrián Salzedo (VFB : Pierre Lognay) : Caio Sanchez
- Ridder van Kooten : Raul Jimenez
- Leonardo Cecchi : Saúl Paulo
- Vale Burberry : Marco
- Georgina Amorós (VFB : Maia Baran) : Eloisa Martinez
- Pasquale Di Nuzzo (VF : Glen Hervé) : Stefano Mario
- Francisco Viciana : Roko Benjamin
- Beatrice Arnera (VFB : Delphine Chauvier) : Miranda Morris
Version française
  - Société de doublage : Dubbing Brothers 
  - Direction artistique : Laurent Vernin
  - Adaptation des dialogues : Lucie Astagneau

 Source et légende : version française (VF) sur carton de doublage sur Disney+ et AlloDoublage

## Production
Adapté de la série télévisée argentine Violetta (Disney) et réalisé par Juan Pablo Buscarini, le film met en scène l’héroïne Tini, interprétée par Martina Stoessel. D'autres acteurs de la série originale jouent également dans ce film tels que Jorge Blanco (León), Mercedes Lambre (Ludmilla) et María Clara Alonso (Angie), aux côtés de nouveaux acteurs tels qu'Ángela Molina, Adrian Salzedo, Beatrice Arnera, Leonardo Cecchi ou encore Ridder Van Kooten, qui jouent les nouveaux amis de l'héroïne.
Une première bande-annonce est dévoilée le 22 décembre 2015.
Une deuxième bande-annonce est dévoilée le 23 mars 2016.

## Tournage
Le tournage a débuté en octobre 2015 à Taormine en Sicile, puis s'est ensuite dirigé vers l'Espagne dans les studios de Madrid pour les scènes intérieures.
La scène finale a été tournée au théâtre de Taormine, qui est inscrit au patrimoine de l’humanité. Le lieu est généralement interdit aux tournages[réf. souhaitée].

## Accueil
Lors de sa première semaine d'exploitation, du 4 mai au 10 mai, le film enregistre 102 011 entrées en France. Le film accumulera en tout 181 642 entrées en France[réf. souhaitée].
Les recettes totales du film seront de 6 188 563 $ dans le monde.

## Chansons
La plupart des chansons du film sont présentes dans le premier album de Martina Stoessel appelé TINI.
- Siempre Brillarás de Martina Stoessel
- Born to Shine de Martina Stoessel (version anglaise de Siempre Brillarás)
- Confia En Mi de Martina Stoessel
- Yo Te Amo A Ti de Martina Stoessel et Jorge Blanco
- I Want You de Martina Stoessel et Jorge Blanco (version anglaise de Yo Te Amo A Ti)
- Light Your Heart de Jorge Blanco
- Se Escapa Tu Amor de Martina Stoessel
- Losing The Love de Martina Stoessel (version anglaise de Se Escapa Tu Amor)